# Goughammertangare
Die Goughammertangare, auch Goughammerfink oder Rowettia (Rowettia goughensis), ist ein Endemit der Gough-Insel im südlichen Atlantik. Goughammertangaren werden durch eingeschleppte Hausmäuse (Mus musculus) bejagt. Die Vögel werden durch die Mäuse in das für sie suboptimale Hochland zurückgedrängt, ihr Lebensraum nimmt ab und die Population geht zurück. Die IUCN sieht die Art als vom Aussterben bedroht (CR, Critically Endangered), Erhaltungsmaßnahmen sind dringend notwendig.

## Merkmale

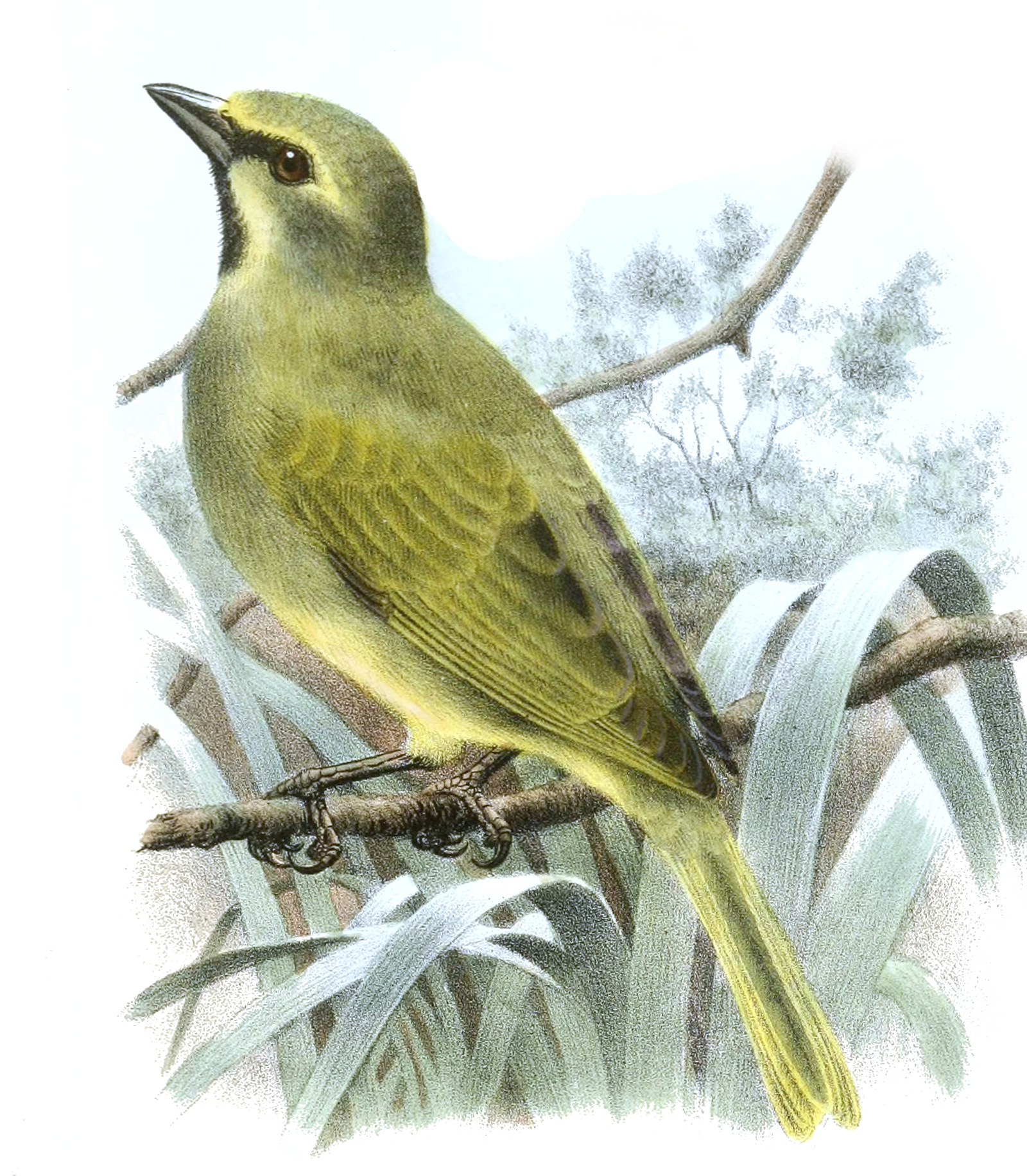
Bild einer männlichen Goughammertangare

Goughammertangaren erreichen je nach Literatur eine Körperlänge von 18 beziehungsweise 23 bis 26 cm und ein Gewicht von 50 bis 56 g. Sie sind große, stämmige, auch als „Finken“ bezeichnete Singvögel mit einem langen, an der Basis dicken und ansonsten relativ schmalen, spitzen, schwarzen Schnabel. Die Männchen sind überwiegend olivgrün mit schwarzen Zügeln und Brustlatz. Weibchen und juvenile Tiere sind gelblichbraunoliv gefärbt und ober- und unterseits kräftig dunkelbraun gestrichelt. Bei juvenilen Tieren treten anscheinend zwei „streifige“ Jugendkleider mit einer Übergangsphase zum erwachsenen olivfarbenen Gefieder auf.
In seiner Erstbeschreibung nannte Clarke folgende Merkmale:

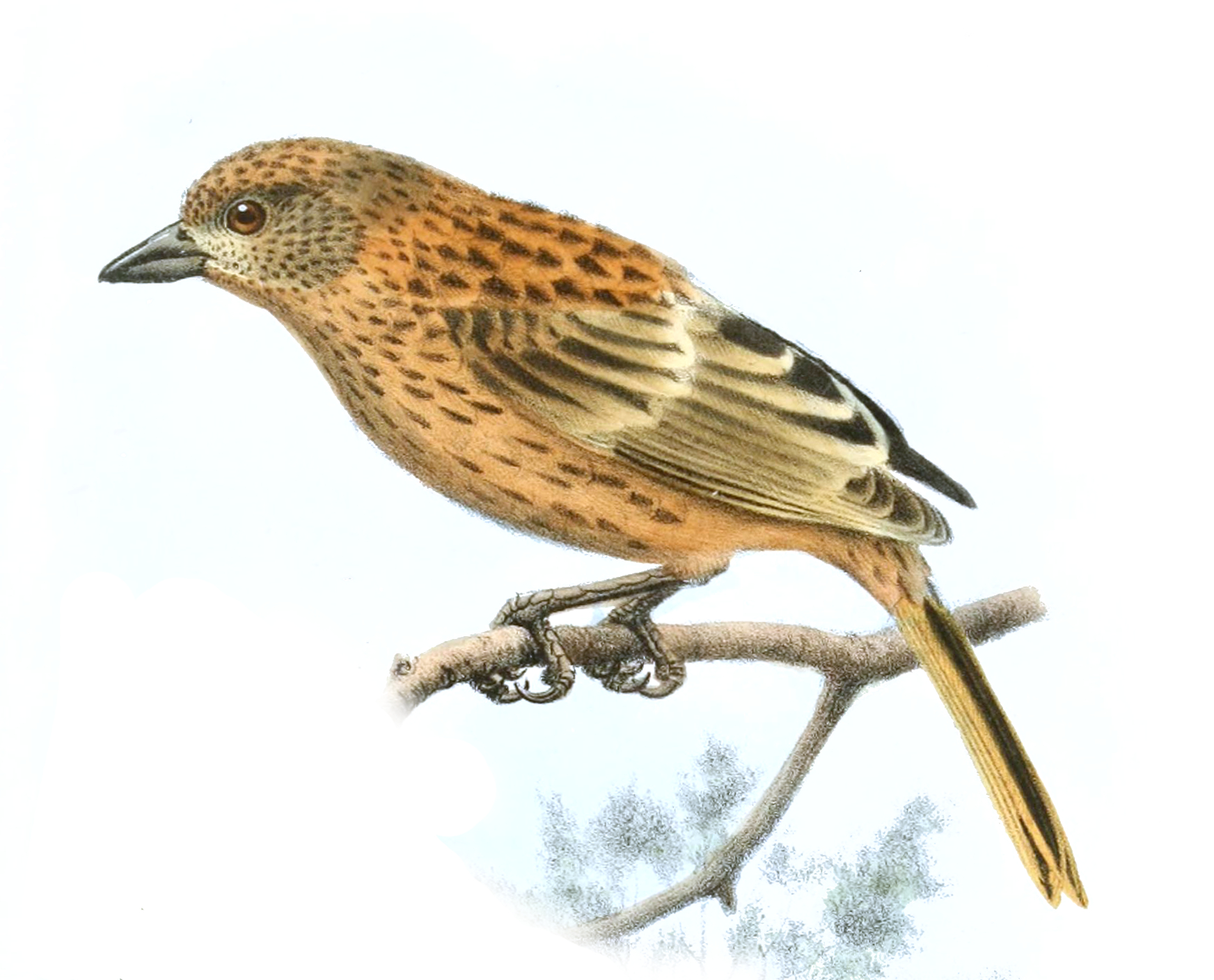
immature Goughammertangare

„Färbung ober- und unterseits allgemein olivgrün mit silbrig grauer Tönung. Bauchmitte, Unterschwanzdecken und ein Streif von der Stirn bis hinter die Augen und Wangenstreif olivgelb. Kinn, Kehle und Zügel schwarz. Handschwingen und Armschwingen dunkel mit dunkelgrauen Spitzen, Aussenfahnen  hell olivgrün gesäumt. Mittlere Schwanzfedern olivgrün, der Rest grau gesäumt mit grüner Tönung. Schnabel und Füße nelkenbraun.“

## Lebensraum und Lebensweise
Goughammertangaren kommen am häufigsten in Tussock, Graslandschaft, Feuchtheide und Hochflächen (Fjell) bis in 800 m Höhe vor. Seltener sind sie in Farnlandschaft und Torfmoor. Das Brutgeschäft findet von September bis Dezember statt. Das offene becherförmige Nest wird vom Weibchen, durch überhängende Vegetation oder einem Felsen geschützt, auf oder nahe am Boden, meist an steilen Hängen oder Klippen gebaut. Das Gelege besteht gewöhnlich aus zwei Eiern, an der Aufzucht der Küken sind beide Geschlechter beteiligt. Die Jungen werden im November und Dezember flügge. Unterschiedliche Gefieder legen nahe, dass es mindestens drei Jahre dauert, bis die Vögel vollständig das Erwachsenengefieder tragen. Einen Großteil des Tages verbringen Goughammertangaren mit der Nahrungssuche. Die Nahrung wird meist am oder nahe am Boden genommen, Vögel im Tiefland nehmen sie jedoch oft von Aufsitzerpflanzen der Inselbäume und Rippenfarne. Im Hochland werden Wirbellose beim Abheben von Moospolstern oder anderer loser Vegetation gefunden oder es werden Insekten von Pflanzen abgelesen. Gelegentlich werden Fliegen und Motten auch im Flug gefangen. Goughammertangaren ernähren sich hauptsächlich von wirbellosen Tieren (80 % des Futters), fressen aber auch Früchte und Grassamen. Beim Plündern von Nestern nehmen sie auch zerbrochene Eier und fressen von Vogelkadavern.

## Etymologie und Forschungsgeschichte
Die Erstbeschreibung der Goughammertangare erfolgte 1904 und 1905 durch William Eagle Clarke als zwei Arten mit den wissenschaftlichen Namen Nesospiza goughensis für Vögel mit dem olivfarbenen Federkleid der Erwachsenen und als Nesospiza jessiae für die Vögel mit dem unterschiedlichen, gestrichelten Jugendfederkleid. Die Übergangsbefiederung der Jungvögel hielt er für das Winterkleid von Nesospiza goughensis. 1923 korrigierte Percy Roycroft Lowe diese falsche Auffassung und erstellte, unter anderem auf Grund des ungewöhnlich langen Schnabels, die neue, eigene Gattung Rowettia für diese Art und Nesospiza jessiae als ein Synonym für die Goughammertangare. Der Gattungsname ehrt John Quiller Rowett (1876–1924), einen Sponsor der Shackleton-Rowett Expedition. Der Artzusatz goughensis bezieht sich auf die Gough-Insel, den Fundort bzw. das Verbreitungsgebiet dieser Art. „Jessiae“ ist Jessie Bruce geb. Mackenzie (1870–1942) gewidmet.